# 진실의 입
진실의 입(La Bocca della Verità)은 이탈리아 로마에 있는 대리석 가면 조각으로, 산타 마리아 인 코스메딘 성당의 서쪽 벽을 장식하고 있다.
이 거대한 가면 조각은 지름 1.5m에 무려 1,300kg이나 되는 무게를 지니고 있으며 아마도 바다의 신 오케아노스(오케아누스)의 얼굴을 묘사한 것으로 추정한다. 눈구멍, 콧구멍, 입이 뚫려 있고, 현재까지 정확한 용도는 확인되지 않았다. 정복자 헤라클레스 신전의 배수구 덥개로 사용됐다는 추측이 있고, 가축 상인들이 반신 헤라클레스에게 제물로 바친 가축의 피를 바닥으로 흘려보내기 위해 만들어졌다는 설이 있다. 약 13세기 쯤에 이 조각은 원래 있던 자리에서 뜯겨져 성당으로 옮겨졌고, 17세기에 현재의 위치에 놓였다.
'진실의 입'이라는 이름은 중세 시대에 '거짓말을 한 자는 이 조각의 입에 손을 넣어서 잘려도 좋다'라는 서약을 한 데에서 유래한다. 벽 뒷면에 손을 끊는 사람이 도끼를 들고 서있었다는 설도 있다.

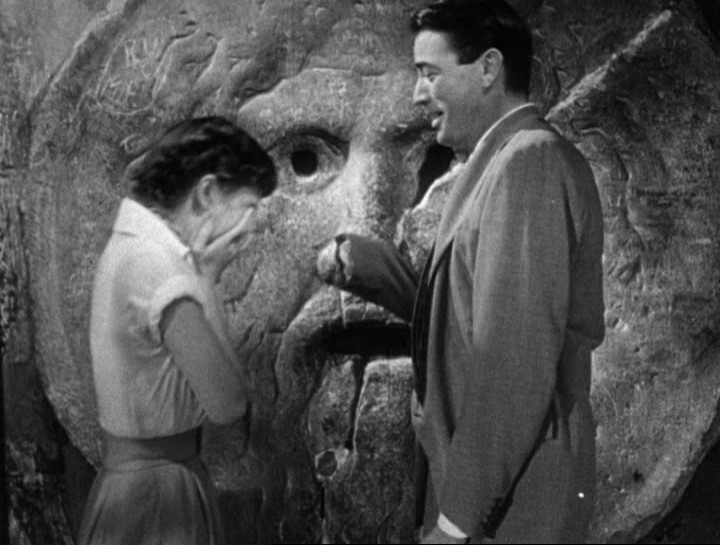
1953년 영화 《로마의 휴일》에서 통신기자 조가 진실의 입에 손을 넣은 후 손이 절단 된 것처럼 장난을 쳐 앤 공주를 놀라게 하는 장면

진실의 입은 1953년 영화 《로마의 휴일》에서 통신기자 조(그레고리 펙)가 진실의 입에 손을 넣고 물린 척 장난을 쳐 앤 공주(오드리 헵번)를 놀라게 하는 장면 덕분에 전세계적으로 유명해졌다.